# Leptodiaptomus novamexicanus
Leptodiaptomus novamexicanus är en kräftdjursart som först beskrevs av Herrick 1895.  Leptodiaptomus novamexicanus ingår i släktet Leptodiaptomus och familjen Diaptomidae. Inga underarter finns listade i Catalogue of Life.